# Inséparable de Lilian
Agapornis lilianae
Espèce
Statut de conservation UICN

 NT  : Quasi menacé
Statut CITES
L'Inséparable de Lilian (Agapornis lilianae) est une espèce d'oiseau appartenant à la famille des Psittacidae. Cette perruche africaine est proche de l'Inséparable de Fischer (Agapornis fischeri).

## Description
Le masque est orange-rouge virant vers plus clair sur le menton. Le masque change à l'arrière de la tête en olive-jaune et plus loin en vert. La couleur générale est verte, le bec est rouge corail allant vers la base en couleur corne avec un reflet légèrement bleuté. Les yeux sont de couleur brun clair avec l'iris en général plus clair et le pourtour des yeux blanc. Les pattes sont grises et les ongles plus foncés. La queue est verte.
Dimorphisme sexuel :
Il ne peut se  faire que par test ADN.
Taille :
13,5 centimètres environ.
Poids :
45 à 60 grammes.

## Alimentation
Ils se nourrissent principalement de graines d'herbes et de fruits. En captivité il faudra laisser à leur disposition un os de seiche et de l'eau. L'alimentation spéciale Inséparables du commerce conviendra. De la verdure ainsi que des fruits comme de la pomme devront être ajoutés.

## Répartition
Son aire s'étend sur le sud de la Tanzanie, le Malawi le nord-ouest du Mozambique et la frontière entre la Zambie et le Zimbabwe.